# Chronistisches Geschichtswerk
Beim Chronistischen Geschichtswerk, abgekürzt ChrG, handelt es sich um ein angenommenes Werk, das als ein Werk von einem Verfasser die biblischen Chronikbücher sowie das Esra-Nehemia-Buch umfasst. Dieses sei erst im Zuge der Kanonisierung in zwei, später vier Bücher getrennt worden. Die Existenz eines solchen Werkes gilt heute als umstritten.

## Hintergrund
In spätpersischer und hellenistischer Zeit entstand im Zusammenhang mit der fortschreitenden Kanonisierung biblischer Schriften die neue Literaturform der „Rewritten Bible“-Literatur. Dabei wird die eigene theologische Position nicht in Form von Redaktionsarbeit in bestehende Texte eingeschrieben, sondern nach dem Vorbild bereits existierender Schriften bzw. Schriftfolgen die betreffenden Ereignisse in eigenen Schriften nacherzählt. Der Grund dafür liegt vermutlich darin, dass Tora und Nevi'im bereits als so verbindlich angesehen wurden, dass größere Hinzufügungen nicht ohne Weiteres geschehen konnten. Darüber hinaus waren die konzeptionellen Eigenheiten der Werke bereits so stark, dass sie über die redaktionellen Bearbeitungen bereits bestehender Schriften hinausgingen. Die Chronikbücher stellen auch unabhängig von der Existenz eines Chronistischen Geschichtswerks ein frühes Beispiel für diese Literaturform dar.

## These
Bereits die rabbinische Tradition verstand die zeitliche und geistige Nähe zwischen der Chronik und Esra-Nehemia als literarische Einheit. Die wissenschaftliche These eines Chronistischen Geschichtswerks, das die Bücher Chronik und Esra-Nehemia umfasste und das von einem Chronisten verfasst worden sei, wurde erstmals im Jahr 1832 von Leopold Zunz vertreten. Er stellte einige Gemeinsamkeiten beider Bücher fest, sein Ausgangspunkt waren die inneren Gegensätze im Esrabuch. Die These gewann rasch an Zustimmung. Die literarische Zusammengehörigkeit galt als unanzweifelbar und musste nicht weiter begründet werden. Auch Theologen, die von mehreren Bearbeitern ausgingen, hielten daran fest.
Wurde der Fokus seit Zunz einseitig auf die Gemeinsamkeiten beider Werke gelegt, traten in jüngerer Forschung die Unterschiede deutlicher hervor, zumal Chronik und Esra-Nehemia als zwei getrennte Werke angesehen wurden. Heute wurde die These eines größeren Chronistischen Geschichtswerks weitgehend aufgegeben.

### Datierung und Inhalt
Das ChrG wird ins 4. Jahrhundert v. Chr. – die spätpersische oder frühhellenistisches Zeit – datiert.
Inhaltlich stellt es eine Ereigniserzählung dar, die ganz auf die nachexilische Tempeltheokratie in Jerusalem orientiert ist und die nachexilische Kultgemeinde miteinschließt. Das Werk beginnt mit der Darstellung von der Schöpfung bis zu König Saul in Form einer „genealogischen Vorhalle“, wodurch die Mose-, Exodus- und Wüstenüberlieferung gar nicht erscheinen. Die priesterliche Perspektive wird im Gegensatz zum Deuteronomistischen Geschichtswerk stark hervorgehoben. Es erfolgt eine ausführliche Darstellung des Tempelbaus und eine starke religiöse Idealisierung der Könige David und Salomo, wobei negative und zweifelhafte Züge ausgelassen werden. Die weitere judäische Königszeit wird unter dem Aspekt der Verschuldung geschildert, Nordisrael durch die Perspektive auf Jerusalem und den Tempel übergangen. Esra-Nehemia beschreibt die Rückkehr aus dem babylonischen Exil sowie die politische, bauliche und religiöse Neuordnung Jerusalems unter persischer Oberherrschaft. Es dominiert die theologische Deutung der vorliegenden Geschichtsüberlieferung. Ursprungsmythos und Zeitgeschichte werden verbunden. Ein souveräner Umgang mit den vorliegenden Quellen zum Zwecke der theologischen Interessen wird deutlich.

## Argumentation
In der älteren Forschung traten vor allem formale Gründe für ein Chronistisches Geschichtswerk hervor, in der jüngeren Forschung primär ideologische und theologische Argumente.

### Das Kyros-Edikt
In 2 Chr 36,22 f  und Esr 1,1–3  wird das Kyros-Edikt beinahe wörtlich wiederholt. Es handelt sich um eine chronistisch wichtige Schnittstelle, deren Beweiswert für die chronistische Zusammengehörigkeit beider Bücher gelegentlich hoch bewertet wurde. Dennoch finden sich bemerkenswerte Differenzen zwischen beiden Textfassungen. Hugh Williamson geht von einer „Stichzeile“ nach akkadischem Vorbild aus, die Chronik und Esra-Nehemia verbinden soll. Beide Fassungen nehmen wie die in Esr 6,3–5  vorliegende dritte Form Bezug auf das grundlegende Geschichtsdatum des Kyroserlasses. Dieser stellt einen positiven Abschluss der in der Katastrophe endenden älteren Geschichte und den Eingang der Gegenwartsgeschichte der aus dem Exil Heimgekehrten dar. Als Erklärung für die Dopplung wird oft ein Rückgriff des Chronisten auf die Vorlage in Esra angenommen. Johnstone sieht keine bloße Doppelung, sondern eine Neuinterpretation des Edikts durch den Chronisten. Die Annahme einer notwendigen literarischen Einheit dieser Texte und Bücher oder ein Beweis für die Abhängigkeit 2 Chr 36,22 f  von Esr 1,1–3  ist nur gefordert, wenn man vom strikten Standpunkt einer schriftlichen Verfasserschaft im modernen Sinne ausgeht. Betrachtet man die Überlieferung traditionsgeschichtlich flexibler, ist eine Einheit oder Abhängigkeit nicht vorauszusetzen.
Im Kanon der hebräischen Bibel steht Esra-Nehemia für gewöhnlich unmittelbar vor der Chronik. So bilden die Edikte einen Rahmen, in dem der realisierte Zionismus von Esra-Nehemia dem eschatologischen Zionismus der Chronik gegenübergestellt wird.

### 3. Buch Esra
Das 3. Buch Esra verbindet 2 Chr 35  und 36,1-21  direkt mit Esr 1–10  und Neh 8 . Einige Abweichungen und Sonderstücke liegen dabei vor. Dieser Befund wurde von verschiedenen Theologen als Hinweis auf die ursprüngliche Zusammengehörigkeit verstanden. Williamson hat jedoch nachgewiesen, dass der Befund von 3. Esra nicht die These eines ChrG stützt. Die Beziehung von 3. Esra zu Esra-Nehemia ist sehr kompliziert, wie bereits die Reihenfolge der Texte erkennen lässt. Außerdem sind traditionsgeschichtliche Gesichtspunkte zu erwägen. Literarische Eigenarten und Intentionen von 3. Esra sind nicht ausreichend geklärt, um zur Diskussion um ein ChrG beizutragen. Vermutlich handelt es sich um eine Kompilation aus Chronik und Esra-Nehemia, die die Geschichte vom Ende Judas und des Tempels aufgrund des Ungehorsams des Volkes bis zur Wiederherstellung des Tempels und der Anerkennung der Tora erzählt.

### Linguistische Gemeinsamkeiten
Es ist nachgewiesen, dass Chronik und Esra-Nehemia der gleichen Epoche in der Entwicklung der hebräischen Sprache angehören. Hinweise auf grammatikalische, phraseologische und stilistische Gemeinsamkeiten beider Werke galten lange als besonders wichtig, blieben jedoch meistens sehr allgemein, nur selten gingen die Forscher bei ihrer Darstellung ins Detail (so Driver und Curtis/Madsen). In jüngerer Zeit wurden die aufgeführten Gemeinsamkeiten vor allem von Sara Japhet und Williamson kritisch überprüft. Dabei untersuchten sie die einzelnen Angaben der Listen von Driver und Curtis/Madsen. Williamson bezog außerdem methodische Fragen ein und schränkte so die Tragfähigkeit des Materials erheblich ein. Auch Japhet kam zur Erkenntnis, dass Phraseologie und Stil in Chronik und Esra-Nehemia zu unterschiedlich sind, um eine einheitliche Verfasserschaft zu begründen. Willi rückte bei seinen Untersuchungen von Phraseologie und Stil die „theologische Sprachgeschichte“ in ein neues Licht. Er nahm die Auslegungsweise des Chronisten gegenüber dem überlieferten Material in den Blick, insbesondere gegenüber dem DtrG. Obwohl seit Gerhard von Rad die Nähe von Chronik und DtrG betont wurden, stellt Willi die Eigenständigkeit der Chronik gegenüber DtrG und Esra-Nehemia heraus. Dies zeigt sich beispielsweise in den levitischen Reden und Gebeten und der Rolle der Propheten in der Chronik.

### Theologische Interessen
Da Chronik und Esra-Nehemia einander nahestehende Werke sind, finden sich viele übereinstimmende theologische Interessen. Diese wurden in wechselnder, oftmals allgemeiner Form als Hinweis auf ein ChrG angesehen. Beachtet man jedoch die zeitliche und geistige Nähe beider Werke, erscheinen die Unterschiede umso deutlicher. Obwohl Zunz den Chronisten weit vom Prophetentum entfernt sah, hat die jüngere Forschung die prophetischen Aspekte für die Erfassung der theologischen Eigenart der Chronik als bedeutsam herausgestellt, insbesondere im Unterschied zu Ersa-Nehemia. Dies findet sich unter anderem in der chronistischen Geschichtsschreibung gegenüber der von Esra-Nehemia, in der Beurteilung des davidischen Königtums und den strittigen Fragen von Eschatologie und davidischem Messianismus.
Darüber hinaus besteht ein Widerspruch zwischen der völkisch-religiösen Absonderung in Esra-Nehemia und der Offenheit bzw. dem Universalismus gegenüber anderen Völkern in der Chronik.
Berührungen bestehen z. B. in Bezug auf das in Esra-Nehemia vorliegende levitische Anlegen, dass auch in einigen späteren Abschnitten der Chronik von hervortritt, und in der Beschreibung des Kultes. Dass in beiden Werken die Höhe- und Wendepunkte der Geschichte mit Festen verbunden sind, lässt sich auch durch die Vorgaben des verwendeten Materials und die identitätsstiftende Bedeutung der Feste erklären. Das in der Chronik beschriebene Vergeltungsschema findet in Esra-Nehemia keine Entsprechung. Der Rolle der Reden in den Chronikbüchern entsprechen in Esra-Nehemia die eingefügten Dokumente an den Wendepunkten der Erzählung.

## Zusammenfassung
Zwischen den älteren Teilen von Chronik und Esra-Nehemia lassen sich erhebliche zeitliche und geistliche Differenzen feststellen. Somit lässt sich nur schwer an einem Chronistischen Geschichtswerk als relativ einheitlichem Werk eines Verfassers festhalten. Die Gemeinsamkeiten dürfen dabei jedoch nicht aus dem Blick geraten. Beim Problem eines Chronistischen Geschichtswerks handelt es sich in erster Linie um ein Problem des Gleichgewichts dieser Pole. Die Annahme einer längeren Entstehungsgeschichte und eines komplexen Redaktionsprozess kann dem eher gerecht werden.
In der heutigen Forschung wird mehrheitlich von einer getrennten Überlieferung von Chronik und Esra-Nehemia ausgegangen. Die Gemeinsamkeiten werden mit offenen Modellen entweder durch die Annahme zweier Werke desselben Autors bzw. Verfasserkreises oder durch die literarische Abhängigkeit – zumeist wird Esra-Nehemia als Quelle für Chronik angenommen – und nachträglichen redaktionellen Angleichungen erklärt.